# II. Kleopátra
II. Kleopátra (görög betűkkel: Κλεοπάτρα i. e. 184 – i. e. 116/115) az ókori Egyiptom ptolemaida királynéja és királynője, V. Ptolemaiosz és I. Kleopátra leánya; Egyiptom társuralkodója fivérével és férjével, VI. Ptolemaiosszal, valamint másik fivérével, VIII. Ptolemaiosszal i. e. 170 és 164, majd 164 és 145 között; fivérével és második férjével, VIII. Ptolemaiosszal i. e. 145 és 139 között; VIII. Ptolemaiosszal és leányával, III. Kleopátrával i. e. 139 és 131 között; Egyiptom egyeduralkodója i. e. 131 és 127 között, majd ismét társuralkodó VIII. Ptolemaiosszal és III. Kleopátrával, i. e. 124-től Ptolemaiosz haláláig, i. e. 116-ig. Uralkodását gyakori viszály jellemezte öccsével.

## Élete

### Első társuralkodása (i. e. 170–145)
V. Ptolemaiosz és valószínűleg I. Kleopátra lánya volt; amennyiben I. Kleopátra volt az anyja, úgy édestestvérei voltak V. Ptolemaiosz fiai, VI. Ptolemaiosz (Philometór) és VIII. Ptolemaiosz (Phüszkón), akikhez később feleségül ment. V. Ptolemaiosz halála (i. e. 180) után I. Kleopátra régensként uralkodott fiával, VI. Ptolemaiosszal. I. Kleopátra i. e. 176 elején meghalt, ekkor két udvaronc, Eulaiosz eunuch és Lenaiosz, egykori szír rabszolga lettek a fiatal uralkodó régensei. II. Kleopátrát innentől kezdve királynőként említik; valószínűleg i. e. 175. április 15. előtt feleségül ment VI. Ptolemaioszhoz, mert ettől az időponttól fogva szerepel fivére dinasztikus kultuszában. Közös kultikus nevük theoí Philométoresz, „anyjukat szerető istenek“ volt.
I. e. 170 végén Eulaiosz és Lenaiosz minden komolyabb katonai előkészület nélkül nekiláttak Koilé-Szíria visszahódításának, ezzel kitört a VI. szíriai háború VI. Ptolemaiosz, valamint Szíria szeleukida uralkodója, IV. Antiokhosz – egyben az ifjú uralkodó nagybátyja – között. Valószínűleg propagandacélok vagy az udvaron belüli rivális frakcióval való kiegyezés vezettek oda, hogy II. Kleopátrát és VIII. Ptolemaioszt kinevezték uralkodónak fivérük mellé; mindhármuk részesült a theoí Philométoresz dinasztikus kultuszában. Közös uralkodásuk papiruszok datálása alapján VI. Ptolemaiosz 12. évében, i. e. 170 októberében vagy novemberében kezdődött, i. e. 169 elején azonban VI. Ptolemaioszt már nagykorúvá nyilvánították, így testvéreivel ellentétben ő – legalábbis névlegesen – egyedül is képes volt kormányozni.
I. e. 169-ben megkezdődtek a harcok, Antiokhosz gyorsan előnybe került, és elfoglalta a stratégiai jelentőségű Peluszion városát. Az egyiptomiak lemondatták a két régenst, akik helyére két új régens, Komenosz és Kineász került, és igyekeztek békét kötni Antiokhosszal. A szír uralkodó gyámsága alá vette VI. Ptolemaioszt, Alexandria népe azonban ezt nem fogadta el, és VIII. Ptolemaioszt kiáltotta ki egyedüli uralkodójává, mellette az Alexandriában maradt II. Kleopátrával, aki megtartotta pozícióját. Antiokhosz sikertelenül ostromolta meg Alexandriát, és i. e. 169 őszén visszavonult seregével. A két Ptolemaiosz nővérük segítségével kibékült, és hárman ismét együtt kormányoztak. Antiokhosz ezen feldühödve ismét támadott, az egyiptomiak azonban egy emelkedőben lévő nagyhatalom, a harmadik római–makedón háborút épp megnyerő Róma segítségét kérték, és a szíriai uralkodó Gaius Popillius Laenas utasítására kénytelen volt visszavonulni Egyiptomból, valamint a már elfoglalt Ciprusról is.
A hármas uralkodás i. e. 164 őszéig tartott, ekkor ugyanis a VI. Ptolemaiosz és VIII. Ptolemaiosz közti viták hatására VIII. Ptolemaiosz elűzte bátyját Egyiptomból. VI. Ptolemaiosz segítség reményében Rómába menekült, majd Ciprusra, ahol valószínűleg II. Kleopátra is tartózkodott, mert Ciprus ekkor valószínűleg továbbra is VI. Ptolemaiosz uralma alá tartozott, VIII. Ptolemaiosz pedig egy i. e. 164-163-ban keletkezett papirusz tanúsága szerint egyedül kormányzott, nővére nélkül. I. e. 163 júliusában vagy augusztusában a rómaiak segítettek visszaültetni trónjára VI. Ptolemaioszt, ami könnyen ment, mert VIII. Ptolemaiosz zsarnoknak bizonyult és nem volt népszerű. VI. Ptolemaiosz innentől ismét együtt uralkodott Kleopátrával, öccsük pedig Kürénét kapta meg, bár Ciprust is követelte és sikertelenül meg is próbálta elfoglalni. VI. Ptolemaiosz és öccse továbbra is ellenséges viszonyban álltak egymással.
Ez volt az első alkalom, hogy egy ptolemaida uralkodópár hivatalosan is együtt uralkodott. II. Kleopátra i. e. 163 októberében elkísérte férjét Memphiszbe, az újévi ünnepségre. Kleopátra és férje a 160-as évek végén engedélyezte, hogy IV. Oniász, a zsidó főpap fia követőivel együtt letelepedjen Leontopoliszban, ahol templomot is építettek.
VI. Ptolemaiosznak és II. Kleopátrának i. e. 166 és 152 között legalább négy gyermeke született: Ptolemaiosz Eupatór, VII. Ptolemaiosz Neosz, III. Kleopátra, Kleopátra Thea és talán Bereniké. I. e. 152-ben a trónörökös Ptolemaiosz Eupatór lett Ciprus uralkodója, két évvel később bekövetkezett haláláig.

### Második társuralkodása (i. e. 145–131)
VI. Ptolemaiosz i. e. 145. július elején meghalt. A 20. században elterjedt elmélet, mely szerint II. Kleopátra ekkor rövid ideig régensként uralkodott fia, VII. Ptolemaiosz helyett, majd VIII. Ptolemaiosz magához ragadta a hatalmat, az 1990-es évek eleje óta zajló kutatások nyomán megdőlt. Egy új papirusz 1997-es publikálása és annak 2000-ben történt értelmezése óta bizonyosnak tűnik, hogy VI. Ptolemaiosznak halálakor volt egy élő fia, akiről több ókori szerző is megemlékezik, a neki tulajdonított rövid társuralkodás (i. e. 145/144) alapján uralkodónak tekintése és VII. Ptolemaioszként történő számozása azonban valószínűleg helytelen.

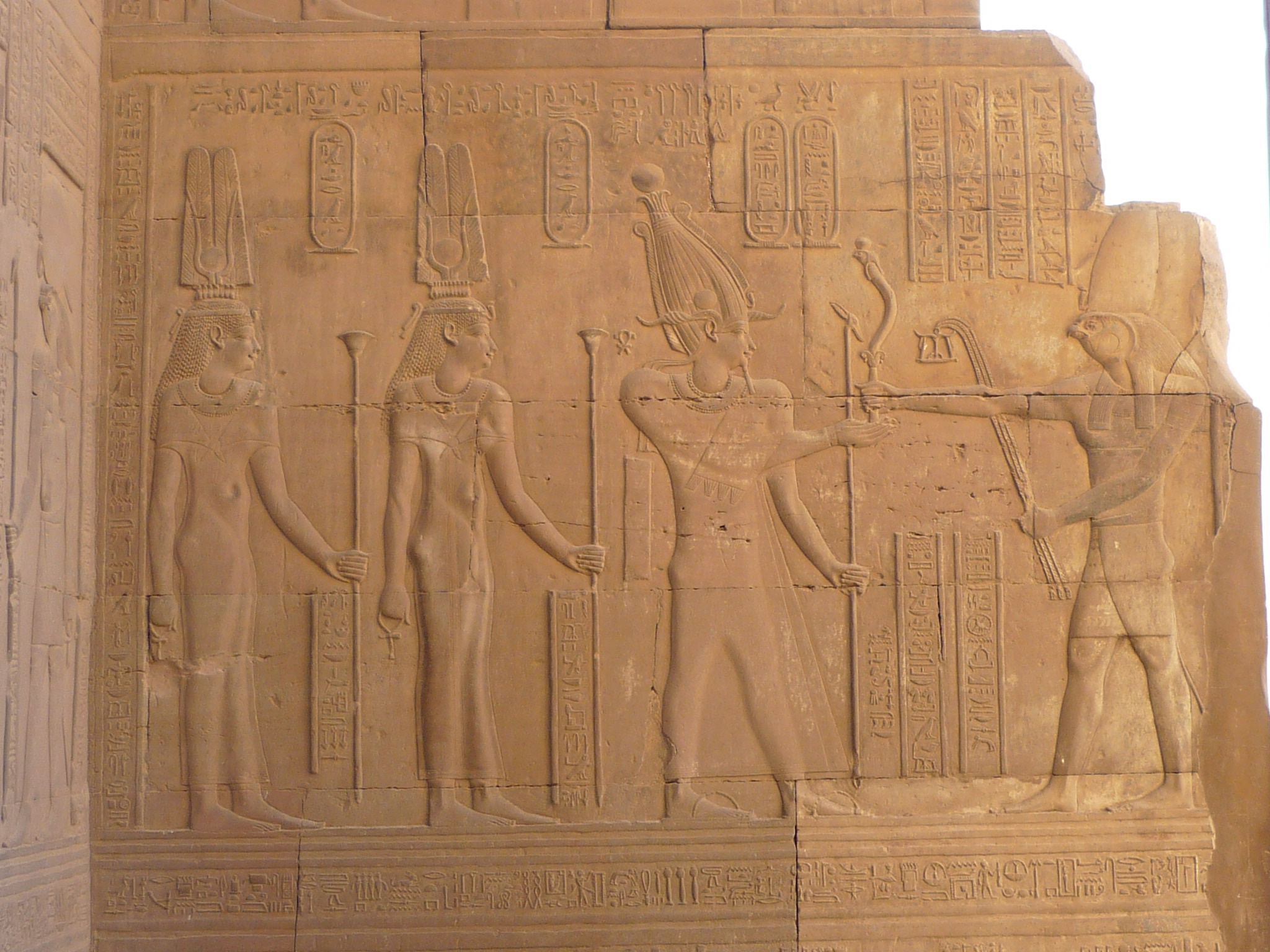
III. Kleopátra, II. Kleopátra és VIII. Ptolemaiosz Hórusz előtt, Kom Ombóban

Iustinus, a történetíró szerint VI. Ptolemaiosz halála után alexandriai küldöttek hívták vissza VIII. Ptolemaioszt Kürénéből, hogy felkínálják neki Egyiptom koronáját és nővére kezét. Kleopátra, akit befolyásos udvaroncok is támogattak, nyilvánvalóan nem volt elragadtatva a helyzettől. Iosephus Flavius beszámol róla, hogy az alexandriaiak harcban álltak  Kleopátrával, és az ellenségeskedést csak Oniász és Dószitheosz zsidó tábornokok segítségével sikerült lecsillapítani, VIII. Ptolemaiosz pedig bátyja halála után visszatért Kürénéből, és el akarta űzni Kleopátrát és fiait, amiért is a Kleopátra mellett álló Oniász és csapatai harcba szálltak ellene. Iustinus beszámolója ellentmond annak a feltevésnek, hogy az uralkodóváltás során lázongások törtek ki, a papiruszok arról tanúskodnak, hogy VIII. Ptolemaiosz hatalomátvétele igen gyorsan zajlott le, a bátyja halálát követő pár hét alatt. Josephus valószínűleg összetévesztette ezeket az i. e. 145-ben zajló eseményeket Alexandria i. e. 127-ben vagy 126-ban zajló kirablásával, amelyre VIII. Ptolemaiosz uralkodása alatt került sor. Az mindenesetre világos, hogy II. Kleopátra feleségül ment VIII. Ptolemaioszhoz, és i. e. 145-től vagy 144-től hivatalosan is együtt uralkodtak. Kleopátra valószínűleg a házasságkötéskor lett része férje kultuszának is, kettejüket theoí Euergétai („jótevő istenek“) néven említették. Templomi ábrázolásokon Kleopátra egyenrangúként szerepel férjével. Iustinus szerint VIII. Ptolemaiosz az esküvőjükön anyja karjában gyilkolta meg unokaöccsét, VII. Ptolemaioszt, a fentebb említett, újonnan publikált papirusz tanúsága szerint azonban VIII. Ptolemaiosz előbb elismerte unokaöccsét trónörökösként, és legkorábban i. e. 143-ban vagy 142-ben gyilkoltatta meg.
I. e. 144-ben vagy 143-ban II. Kleopátrának fia született VIII. Ptolemaiosztól, akit születési helye után Ptolemaiosz Memphitésznek neveztek el. I. e. 142 második felében a királyi pár valószínűleg együtt utazott Felső-Egyiptomba, és jelen volt a denderai Hathor-templom alapításánál, valamint az edfui Hórusz-templom felavatásánál.
Valamikor i. e. 141 májusa és 140 januárja között VIII. Ptolemaiosz feleségül vette VI. Ptolemaiosz és II. Kleopátra lányát, III. Kleopátrát is, és őt is megtette királynővé. Ebben szerepet játszhatott, hogy II. Kleopátra talán már közeledett szülőképes kora végéhez. Általánosan elfogadott, hogy II. Kleopátra és III. Kleopátra egyszerre voltak Ptolemaiosz feleségei, de egyes kutatók (pl. Christopher Bennett) szerint a király elvált II. Kleopátrától, mielőtt feleségül vette volna a lányát. A hármas uralkodás során II. Kleopátrát a papiruszok adelphé („nővér“), III. Kleopátrát pedig güné („feleség“) jelzővel említik.
Valószínűleg i. e. 140-ben történt, hogy Galaisztész, Amünandrosznak, az athamánok királyának a fia II. Kleopátrával egyetértésben egy fiút VI. Ptolemaiosz és II. Kleopátra fiaként nevezett meg, és Egyiptom trónját követelte neki. Galaisztész VI. Ptolemaiosz uralma alatt magas rangú katonai parancsnok volt, VIII. Ptolemaiosz hatalomátvétele után azonban kegyvesztett lett és Görögországba kellett menekülnie. Bosszúból meg akarta dönteni Ptolemaiosz hatalmát, és ebben számíthatott II. Kleopátra támogatására. Védence, VI. Ptolemaiosz állítólagos fia nevében meg akarta támadni Egyiptomot, és kapcsolatba lépett a ptolemaida zsoldosokkal, akiket korábbról jól ismert, majd magas összegű zsoldot ígért a rég ki nem fizetett katonáknak, ha átállnak mellé. Mivel azonban Ptolemaiosz egyik fontos kedvence, Hierax stratéga a saját vagyonából fizette ki a katonák elmaradt zsoldját, Galaisztész terve kudarcot vallott.

### Egyeduralkodóként (i. e. 131–127)

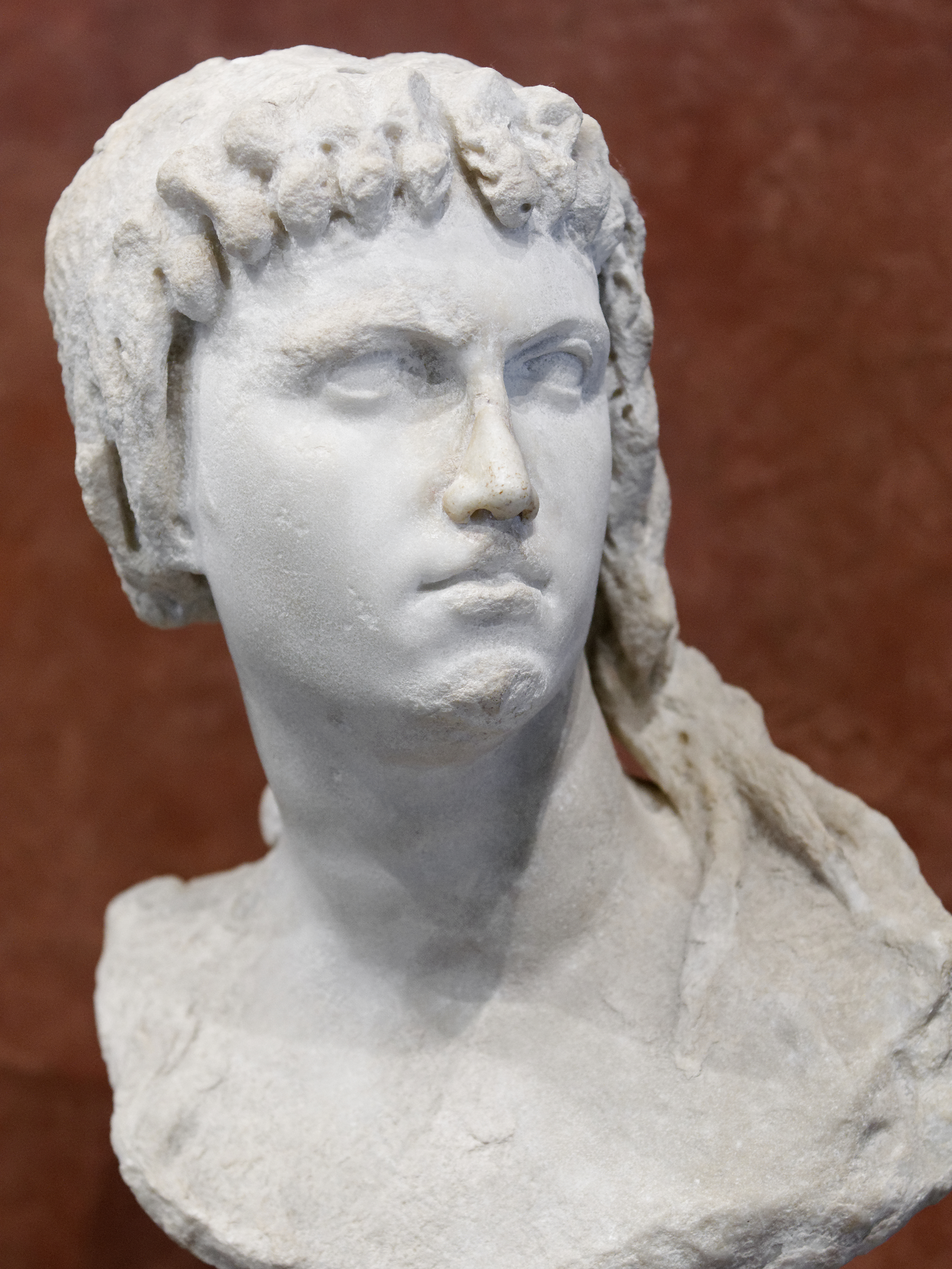
II. vagy III. Kleopátra. Louvre

Az i. e. 130-as években már valószínűleg fokozódott a feszültség a három uralkodó között, i. e. 132 végére pedig eszkalálódott a helyzet. II. Kleopátra most már nyíltan lázadt fivére ellen, és kitört a polgárháború. Ptolemaiosz Alexandriát még képes volt tartani, a fővároson kívül tartózkodó II. Kleopátra azonban egyeduralkodóként lépett fel, i. e. 132/131-től elkezdte saját uralkodása alapján számítani az éveket, és új kultikus nevet vett fel: theá Philométor Szóteira („anyját szerető megváltó és istennő“). Ezzel a címmel egyaránt emlékeztette a népet bátyjára, a szintén Philométor nevet viselő VI. Ptolemaioszra, valamint a dinasztiaalapító I. Ptolemaiosz Szótérre. A papiruszok tanúsága szerint VIII. Ptolemaiosz hatalma legalább még i. e. 131 első felében kiterjedt Alexandrián kívül Memphiszre és Thébára is kiterjedt. A királynak ugyanakkor nem csak nővérével kellett megküzdenie; egy Harsziésze nevű, egyiptomi őslakos ellenkirály is fellépett, aki i. e. 131 nyarán és őszén uralta Thébát, novemberben azonban elbukott. I. e. 130 januárjában vagy februárjában az egyiptomi Paosz, VIII. Ptolemaiosz egyik fontos hadvezére Hermonthiszba indult lázadókat leverni, de nem tudni, milyen eredménnyel járt, ahogy azt sem, hogy a lázadók II. Kleopátra vagy Harsziésze oldalán álltak.
Nem sokkal később VIII. Ptolemaioszt a II. Kleopátra mellé átálló alexandriaiak elűzték. A király és III. Kleopátra Ciprusra menekültek, és az ott állomásozó katonákkal, akiknek hűségére VIII. Ptolemaiosz számíthatott, vissza akarta foglalni országát. Fiát, Ptolemaiosz Memphitészt is magával vitte, hogy II. Kleopátra ne tudja kinevezni maga mellé társuralkodónak, mert ez nagyban javított volna a királynő helyzetén. A trónörökös hiányában azonban az alexandriaiak egyedül kiáltották ki uralkodóvá II. Kleopátrát. A városlakók emellett elpusztították VIII. Ptolemaiosz mellszobrait. VIII. Ptolemaiosz ekkor megölette Memphitészt, és a fiú feldarabolt holttestét elküldte II. Kleopátrának Alexandriába, születésnapi ajándékként. A királynő közszemlére tetette a herceg holttestét, hogy felszítsa a nép haragját kegyetlen fivére iránt.
VIII. Ptolemaiosz valószínűleg i. e. 130 közepén kezdte meg ciprusi hadseregével Egyiptom visszafoglalását. Az őslakos egyiptomi népesség, akikkel jól bánt, kedvezően fogadta és támogatta, az Alexandriában élő görögök és zsidók ellenben nővére mellett álltak. Mivel II. Kleopátra uralta a fővárost, ahol Nagy Sándor kultuszának papja is tartózkodott, VIII. Ptolemaiosz propagandacélból ellenpapokat nevezett ki. Felső-Egyiptomot valószínűleg még i. e. 130-ban sikerült majdnem teljesen elfoglalnia, annak ellenére, hogy nővére seregei mellett Harsziésze csapataival is meg kellett küzdenie. Egyiptom utolsó őslakos uralkodója hatalmának azonban VIII. Ptolemaiosz elég gyorsan véget vetett, legkorábban i. e. 129-re vagy 128-ra már a Fajjúm-oázist is uralta, és II. Kleopátra befolyása már csak Alexandria környékére terjedt ki.
Kleopátra ekkor idősebb lánya férjének, II. Démétriosz Nikatór szeleukida uralkodónak a segítségét kérte, és felajánlotta neki, hogy társuralkodó lehet mellette. Démétriosz nem hagyta ki a lehetőséget, Ptolemaiosz azonban i. e. 129-ben vagy 128-ban Peluszionnál, az egyiptomi határnál legyőzte. II. Kleopátra reménytelen helyzetbe került, és nem sokkal később, i. e. 128 körül az egyiptomi kincstárral együtt Szíriába menekült lányához, Kleopátra Theához és Démétriosz Nikatórhoz. Ptolemaiosz ekkor egy trónkövetelőt állított Démétriosz ellen, Alexandrosz Zabinaszt, akit katonailag is támogatott. Alexandrosz i. e. 126-ban Damaszkusznál legyőzte Démétrioszt, akit ezután felesége, Kleopátra Thea megöletett. Ezzel az ügyes taktikai húzással Ptolemaiosz eltette láb alól szeleukida riválisait és legyőzte nővérét; i. e. 127-ben vagy 126-ban Alexandriát is vissza tudta foglalni.

### Harmadik társuralkodása (i. e. 124–116)

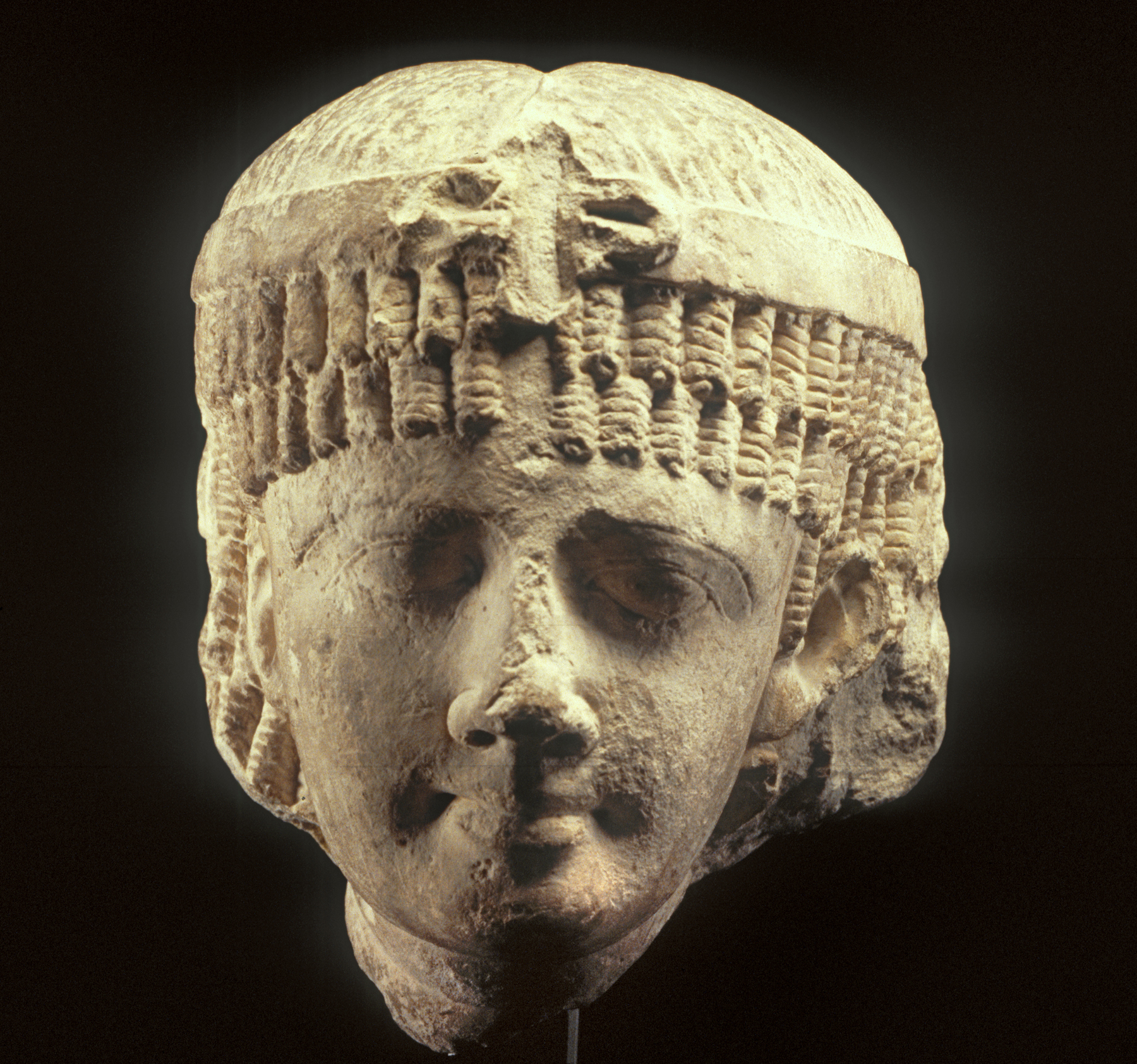
II. vagy III. Kleopátra.
Walters Art Museum, Baltimore

Mint az a papiruszok datálásából látszik, II. Kleopátra i. e. 124-ben kibékült fivérével. Iustinus szerint erre a lépésre azért kerülhetett sor, mert változás állt be VIII. Ptolemaiosz és az általa támogatott szeleukida trónkövetelő között. Alexandrosz Zabinasz egyre függetlenebbé válni egykori támogatójától, és igyekezett megszerezni Szíria trónját Kleopátra Theától és annak fiától, VIII. Antiokhosztól. Ptolemaiosz ezután nem támogatta tovább szíriai trónkövetelőjét, ehelyett átállt mostohalánya és annak fia oldalára. Lehetséges, hogy azért békült ki II. Kleopátrával, mert Kleopátra Thea anyjaként ő is ezen az oldalon állt. Lehetséges, hogy Ptolemaiosz békülési törekvéseit az is ösztönözte, hogy Kleopátrával együtt az egyiptomi kincstár is visszatérhetett Alexandriába. VIII. Ptolemaiosz, II. Kleopátra és III. Kleopátra innentől ismét együtt uralkodtak, kultusznevük ismét theoí Euergétai volt. A tartós béke érdekében, a forrongó közhangulat lecsillapítása céljából a három uralkodó i. e. 118-ban általános amnesztiát hirdetett. A megbékélés további jeleként még ebben az évben bekerült az egyik meggyilkolt trónörökös, talán Ptolemaiosz Memphitész is a dinasztikus kultuszba, theós Néosz Philopátor („apját szerető új isten“) néven. A három uralkodó közös uralkodása VIII. Ptolemaiosz i. e. 116. június 28-án bekövetkezett haláláig tartott.
Ptolemaiosz III. Kleopátrára és egyik, általa választott fiára hagyta a trónt. Anya és lánya ellentéte ismét fellángolt: III. Kleopátra a fiatalabb fiát, X. Ptolemaioszt választotta volna, anyja azonban az idősebbik herceget, IX. Ptolemaiosz Lathüroszt támogatta. III. Kleopátrának anyja nyomására és az alexandriaiak kívánságára Lathüroszt kellett választania társuralkodójául. II. Kleopátrának azt is sikerült elérnie, hogy ő is részt vehessen a kormányzásban lánya és unokája mellett. A három uralkodó a theoí Philométoresz Szotéresz kultikus címet viselte, melynek egyes számú változatát II. Kleopátra egyeduralma alatt használta. IX. Ptolemaiosz a háttérbe szorult anyja és nagyanyja kormányzása alatt; a két királynő nevét a papiruszok a király neve előtt említik. II. Kleopátra nem sokkal később valószínűleg meghalt, feltehetőleg i. e. 115 márciusa előtt. Elképzelhető, hogy lánya parancsára ölték meg.

## Gyermekei
VI. Ptolemaiosztól legalább négy gyermeke ismert. Lehetséges, hogy egy további, Bereniké nevű lánya is volt.
- Ptolemaiosz Eupatór (i. e. 166–152) Ciprus uralkodója i. e. 150-től haláláig;
- Kleopátra Thea (i. e. 166–120) I. Alexandrosz Balasz, II. Démétriosz Nikatór, majd VII. Antiokhosz Szidétész szeleukida uralkodók felesége;
- Bereniké (i. e. 163-160 között – 150 körül);
- III. Kleopátra (i. e. 160-155 között – 101), VIII. Ptolemaiosz felesége;
- VII. Ptolemaiosz Neosz Philopatór (i. e. 152 körül – 145), VIII. Ptolemaiosz megölette.

VIII. Ptolemaiosznak és II. Kleopátrának valószínűleg legalább egy fia született, Ptolemaiosz Memphitész, i. e. 144 és 142 között. Lehetséges, hogy azonos VII. Ptolemaiosz Neosszal, de ez nem általánosan elfogadott.
| Előző uralkodó: VI. Ptolemaiosz | Ptolemaida király i. e. 131 – i. e. 127 | Következő uralkodó: VIII. Ptolemaiosz |

## Fordítás
- Ez a szócikk részben vagy egészben  a   Kleopatra II. című német Wikipédia-szócikk ezen változatának fordításán alapul.  Az eredeti cikk szerkesztőit annak laptörténete sorolja fel. Ez a jelzés csupán a megfogalmazás eredetét és a szerzői jogokat jelzi, nem szolgál a cikkben szereplő információk forrásmegjelöléseként.
- Ez a szócikk részben vagy egészben  a   Cleopatra II of Egypt című angol Wikipédia-szócikk ezen változatának fordításán alapul.  Az eredeti cikk szerkesztőit annak laptörténete sorolja fel. Ez a jelzés csupán a megfogalmazás eredetét és a szerzői jogokat jelzi, nem szolgál a cikkben szereplő információk forrásmegjelöléseként.
- Ez a szócikk részben vagy egészben  a   Syrian Wars#Sixth Syrian War (170–168 BC) című angol Wikipédia-szócikk ezen változatának fordításán alapul.  Az eredeti cikk szerkesztőit annak laptörténete sorolja fel. Ez a jelzés csupán a megfogalmazás eredetét és a szerzői jogokat jelzi, nem szolgál a cikkben szereplő információk forrásmegjelöléseként.